# Zalužje (miasto Lepoglava)
Zalužje – wieś w Chorwacji, w żupanii varażdińskiej, w mieście Lepoglava. W 2011 roku liczyła 162 mieszkańców.